# Dimerosporiella paulistana
Dimerosporiella paulistana är en svampart som beskrevs av Speg. 1908. Dimerosporiella paulistana ingår i släktet Dimerosporiella och familjen Bionectriaceae.   Inga underarter finns listade i Catalogue of Life.